# Justizvollzugsanstalt Glasmoor
Die Justizvollzugsanstalt Glasmoor ist eine Hamburger Justizvollzugsanstalt in der benachbarten schleswig-holsteinischen Stadt Norderstedt, Ortsteil Glashütte, Kreis Segeberg.

## Geschichte
1917 kaufte Hamburg das Glasmoor, um den Hamburger Brennstoffbedarf zu sichern. 1922 wurde eine Justizvollzugsanstalt eröffnet, die Insassen zum Torfabbau einsetzte. Dazu wurde eine Torfbahn mit einer Spurweite von 610 mm gebaut. Von der Gefängnisleitung wurde auch ein landwirtschaftlicher Hof betrieben. 1965 wurde der Torfabbau eingestellt.
Für die 1928 fertiggestellte Gefängnisanlage lieferte der Hamburger Oberbaudirektor Fritz Schumacher den Entwurf. Ursprünglich war dieses Gefängnis ohne Mauern und Stacheldraht errichtet und sollte als Vorbild für die Resozialisierung dienen. Davon zeugt auch das Motto, das über der Eingangstür des Gefängniszentralbaus steht:

„Bessert die Erde durch den Menschen und ihr bessert den Menschen durch die Erde.“

In der Zeit des Nationalsozialismus waren ab 1941 jugendliche Norweger inhaftiert, die in ihrer Heimat von Wehrmachtsgerichten wegen Widerstandshandlungen verurteilt worden waren. Ab 1943 verbüßten auch einige volljährige Norweger und Dänen dort ihre Strafe.
Der unter Denkmalschutz stehende zentrale Komplex zeichnet sich durch einen 22 Meter hohen Turm aus.

## Rechtlicher Status
Die Haftanstalt liegt auf schleswig-holsteinischem Hoheitsgebiet. Hamburg ist lediglich zivilrechtlicher Eigentümer des Geländes, sodass auf dem Gelände grundsätzlich das Landesrecht von Schleswig-Holstein gilt. Hiervon abweichend haben Hamburg und Schleswig-Holstein in einem Verwaltungsabkommen vom 11. Dezember 2009 vereinbart, dass auf dem Gelände der Haftanstalt die Hamburgischen Vorschriften zum Justizvollzug und das Hamburgische Passivraucherschutzgesetz anzuwenden sind. Das Abkommen trat am 1. Februar 2011 in Kraft.
Bereits mit Art. 3 des schleswig-holsteinischen Zustimmungsgesetzes über das Abkommen über die erweiterte Zuständigkeit der mit Aufgaben des Strafvollzugs beauftragten Bediensteten der Länder vom 6. Juni 1991 hatte Schleswig-Holstein die hamburgischen Strafvollzugsbediensteten einseitig berechtigt, die im Zusammenhang mit der Unterhaltung der hamburgischen Justizvollzugsanstalt Glasmoor erforderlich werdenden Amtshandlungen auf dem Gebiet des Landes Schleswig-Holstein – auch über das Abkommen hinaus – vorzunehmen.

## Vollzugsarten
Die JVA Glasmoor ist eine Haftanstalt des offenen Vollzugs nach dem Hamburgischen Strafvollzugsgesetz (HmbStVollzG). Für diese Form des Vollzuges muss der Gefangene besonders geeignet sein. Folgende Haftarten sind hier anzutreffen: Freiheitsstrafe, Ersatzfreiheitsstrafe und Strafarrest, wobei letzterer so gut wie nie vollzogen wird; es besteht nur eine rechtliche Möglichkeit hierfür.
Von 1994 bis 2003 befand sich auf dem Gefängnisgelände eine Abschiebehaftanstalt, die aus Containern bestand und für 82 Abschiebehäftlinge vorgesehen war.
Im Jahr 2005 wurde das neue Frauenhaus in der JVA Glasmoor eröffnet. Neben den 46 Haftplätzen gibt es zwei miteinander verbundene Hafträume, die inhaftierten Müttern für ihre Kleinstkinder zur Verfügung stehen.

## Museum
Weiterhin befindet sich in der JVA Glasmoor das Gefängnismuseum Hamburg. Eine Sammlung von Exponaten aus der Geschichte vermittelt einen Eindruck aus allen Bereichen des Vollzuges. Das Museum ist nach vorheriger Anmeldung für jedermann zugänglich.

## Zukunft der Haftanstalt
Im Juni 2009 wurde durch den Justizsenator der Freien und Hansestadt Hamburg, Till Steffen (GAL), bekannt gegeben, dass die JVA Glasmoor geschlossen werden sollte. Als Grund für die Schließung gab er den damaligen hohen Leerstand innerhalb der Haftanstalten an. Dieser sei auf einen stetigen Rückgang der Straftaten zurückzuführen. Ersatz werde allerdings nicht, wie zunächst geplant, in der Hamburger JVA Billwerder, sondern in der JVA Fuhlsbüttel geschaffen. Dort werde das noch bestehende Haus 1 teilweise abgerissen und durch einen Neubau ergänzt.
Nach dem Regierungswechsel aufgrund der Bürgerschaftswahl 2011 kündigte die neue Justizsenatorin Jana Schiedek (SPD) im Oktober 2011 an, dass dieser Plan nicht mehr weiterverfolgt werden sollte. Der offene Vollzug solle weiterhin in Glasmoor untergebracht bleiben. Stattdessen solle der Frauenvollzug von Hahnöfersand nach Billwerder verlegt werden. Im August 2012 teilte Schiedek mit, es solle ein neues Vollzugshaus in Glasmoor mit 108 Haftplätzen errichtet werden. Damit solle gewährleistet werden, dass die Gefangenen statt in Gemeinschaftssälen mit bis zu acht Insassen in Zweibettzellen untergebracht werden können. Die Gesamtzahl der Haftplätze solle von 209 auf 250 steigen. Zudem sei eine sukzessive Sanierung des Schumacherbaus geplant.